# Vlag van Hilvarenbeek

vlag van de gemeente Hilvarenbeek

De vlag van Hilvarenbeek is op 3 juli 1997 vastgesteld als de gemeentelijke vlag van de Noord-Brabantse gemeente Hilvarenbeek. Het was een vervanging van de voorgaande vlag vanwege een fusie met Diessen. De vlag wordt als volgt beschreven:
Drie banen waarvan de hoogten zich verhouden als 2:1:2, blauw, wit en zwart, waarop een gele leeuw, waarvan de hoogte gelijk is aan 4/5 van de hoogte van de vlag.
De kleuren van de vlag en de leeuw zijn afkomstig van het gemeentewapen. De leeuw is de Brabantse leeuw die ook al in het gemeentewapen van Hilvarenbeek voorkwam, het wit en blauw verwijst naar de andere voorgaande gemeenten. Het ontwerp voor de huidige vlag, van de hand van Willem van Ham, werd ingediend namens de Noordbrabantse Commissie voor Wapen- en Vlaggenkunde.

## Voorgaande vlag

Voorgaande vlag van Hilvarenbeek

De voorgaande vlag werd op 27 april 1989 vastgesteld door de gemeenteraad van de toenmalige gemeente. Deze vlag was gebaseerd op het wapen dat in 1986 was verleend. De beschrijving luidde:
Twee banen, rood en zwart, met een witte broekingsdriehoek, reikende tot aan 5/12 van de lengte van de vlag, en met, geplaatst op 2/3 van de lengte van de vlag, een omgewende gele leeuw, waarvan de hoogte gelijk is aan ¾ van de hoogte van de vlag.

## Verwante afbeeldingen

Wapen van Hilvarenbeek (sinds 1997)
Wapen van Hilvarenbeek (1986 - 1997)

Alphen-Chaam · Altena · Asten · Baarle-Nassau · Bergeijk · Bergen op Zoom · Bernheze · Best · Bladel · Boekel · Boxtel · Breda · Cranendonck · Deurne · Dongen · Drimmelen · Eersel · Eindhoven · Etten-Leur · Geertruidenberg · Geldrop-Mierlo · Gemert-Bakel · Gilze en Rijen · Goirle · Halderberge · Heeze-Leende · Helmond · 's-Hertogenbosch · Heusden · Hilvarenbeek · Laarbeek · Land van Cuijk · Loon op Zand · Maashorst · Meierijstad · Moerdijk · Nuenen, Gerwen en Nederwetten · Oirschot · Oisterwijk · Oosterhout · Oss · Reusel-De Mierden · Roosendaal · Rucphen · Sint-Michielsgestel · Someren · Son en Breugel · Steenbergen · Tilburg · Valkenswaard · Veldhoven · Vught · Waalre · Waalwijk · Woensdrecht · Zundert